# هیزل‌پارک (میشیگان)
هیزل‌پارک، میشیگان (به انگلیسی: Hazel Park, Michigan) یک شهر در ایالات متحده آمریکا با جمعیت ۱۶٬۴۲۲ نفر است که در میشیگان واقع شده‌است.